# 佩涅罗珀 (小说)
《佩涅罗珀》是玛格丽特·爱特伍创作的中篇小说。它出版于2005年，是坎农格特神话丛书（当代作家改写的古代神话）系列中的一本。书中，佩涅罗珀追忆了在奥德赛中发生的事件，在阴间（哈得斯）的生活，奥德修斯，海伦（神话）以及她和父母之间的关系。在奥德赛中，佩涅罗珀的十二个唱诗女仆被她的儿子忒勒玛科斯绞死，因为奥德修斯认为她们吃里扒外。在佩涅罗珀叙述中，这十二个女仆屡次打断她并表达自己对这些事件的观点，而且每一段插曲都采用一种新的文体，比如跳绳韵，挽歌，田园诗，民谣，讲演，庭审以及其它几种歌咏体裁。
小说的主体部分是通过讲故事来呈现的，它的中心内容涵盖了男女之间，不同阶层之间的双重标准，以及公平正义。爱特伍在她之前的小说（《强盗新娘》），短篇小说（The Elysium Lifestyle Mansions），诗歌（Circe: Mud Poems，"Helen of Troy Does Countertop Dancing"）中就曾借用过希腊神话中的角色和故事情节。在这部中篇小说中，她借用了《罗伯特·格雷夫斯的希腊神话》以及E.V.里乌和D.C.H里乌版本的奥德赛。
该书被译入28种语言，并经全球33个出版机构同时发行。在加拿大，该书位居《麦克莱恩》畅销书排行榜第一位，《环球邮报》畅销书榜单第二位，但在美国市场并未进入《纽约时报》畅销书名单。部分评论家称赞这部小说极具爱特伍个人特色，堪称她个人最好的作品之一。也有人认为其它方面诸如唱诗女仆的部分略显突兀。
该书的剧场版由加拿大国家艺术中心及英国皇家莎士比亚剧团联合排演，并于2007年的夏秋表演季在莎翁故居埃文河畔斯特拉福德的天鹅剧场及位于渥太华的国家艺术中心上演。全体演职人员均为女性，导演为乔塞特·明戈-布谢尔。2011-2012冬季演出季，该剧的多伦多首映将在夜林剧院上演。全体演职人员依然均为女性，由凯利·森顿导演，领衔主演梅根·法萝饰演佩涅罗珀。

## 背景
坎农格特图书的发行人杰米·拜恩恳请作家玛格丽特·爱特伍随意选择改写一则古典神话，作为坎农格特神话系列的一部分用几种语言同时出版。爱特伍于是同意帮助这个初出茅庐的发行人，参与这个系列的撰写。 在多伦多的家中，这个六十四岁的年迈作家曾尝试改写尤弭尔和一个美洲原住民的故事，但却发现困难重重。 爱特伍甚至告知她在英国的文学代理人终止和出版商之间的合同，但其后她又想，能不能写奥德赛呢。 她初次阅读奥德赛是在少女时代，戏剧的结尾，十二个唱诗女仆被绞死的下场令她深感不安。她相信佩涅罗珀和她的女佣们在德修斯外出期间所扮演的角色是一个被广泛忽略的学术话题。通过这个系列图书的写作，她或许可以谈谈对这个问题的看法。

## 情节

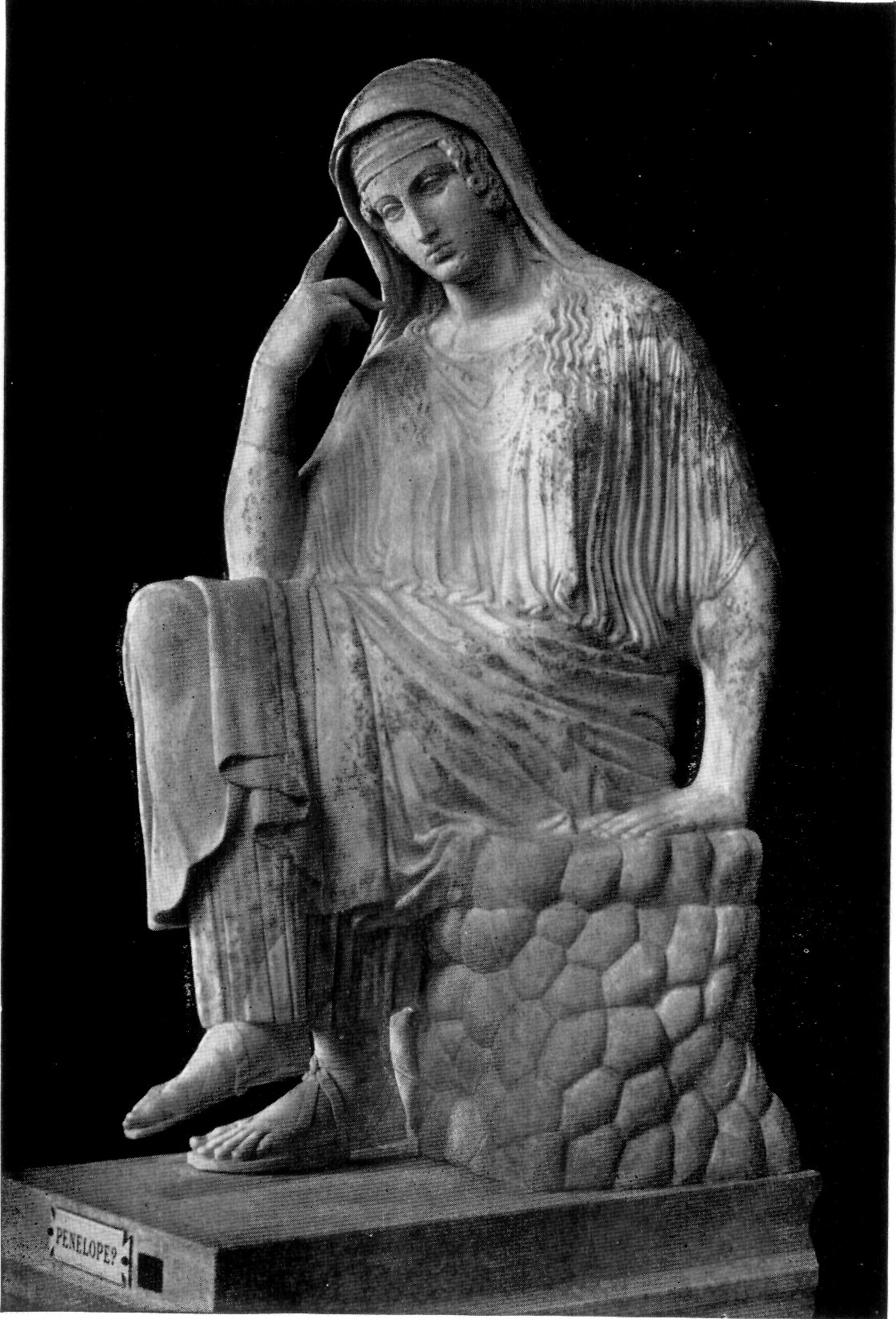
梵蒂冈博物馆中的佩涅罗珀

小说的背景设定在二十一世纪的哈德斯，并从一种事后的视角简明地概括佩涅罗珀的生活。她追溯了她在斯巴达时的家庭生活，她与奥德修斯的婚姻，与丈夫离散期间她与其他追求者周旋的过往，以及奥德修斯返家后发生的种种。处理好和她父母的关系也绝非易事。他的父亲企图杀害她未遂，之后又对她慈爱得过了头。她母亲又对她不管不顾。十五岁时，佩涅罗珀嫁给了奥德修斯。那年，奥德修斯在佩涅罗珀的诸多追求者中玩了点小把戏，最后赢得了她。佩涅罗珀很喜欢他的这种作风，尽管海伦和她的女仆在背后对他嗤之以鼻，他的家乡伊萨卡岛也不是什么发达的地方。婚后，二人不顾当时的习俗搬到丈夫的国家伊萨卡居住。 奥德修斯的母亲Anticleia和他的乳母欧律克勒亚都不喜欢佩涅罗珀，但尽管如此，欧律克勒亚还是帮助她融入新的角色。她变得友善，却又免不了一副高人一等的说教姿态。他们的儿子忒勒马科斯出生后不久，奥德修斯就应征参军去了，佩涅罗珀只得独自照料国家，抚养忒勒马科斯。十年后，战争结束，伊萨卡的人们渐渐得知奥德修斯为路途所困可能回不来了，于是佩涅罗珀就有了越来越多的追求者。对此，佩涅罗珀知道他们并不爱她，只是想利用和她的关系操控国家，于是对这些追求者置之不理。那些求婚者岂会就此罢休，他们浪费伊萨卡的资源，以此威胁佩涅罗珀。如果直接拒绝他们的求婚，恐怕他们会采取什么过激的行径，为了避免这种情状的发生，她对追求者称在织完奥德修斯父亲的裹尸布之后就会决定嫁给谁。为了拖延时间，她叫十二个女仆帮她连夜将白天已经织好的裹尸布又重新拆开，并派人监视那些追求者。在久经波折之后，奥德修斯终于乔装打扮地回家了，但佩涅罗珀一眼就认出了他来，并命她的女仆们不要揭穿他。在向那些追求者复仇之后，奥德修斯命忒勒马科斯处死那十二个女仆，因为他觉得她们跟追求者是一伙的。于是，趁着佩涅罗珀睡着的时候，那十二个女仆就被绞死了。事后，佩涅罗珀和奥德修斯对彼此讲述了分别期间二人所经历的故事，但对那些女仆，她却始终保持缄默，大概是怕提起她们时，她会流露出惋惜之情，毕竟她们才刚刚被奥德修斯判定为叛徒。
在佩涅罗珀的叙述中，她表达了对一些角色的看法，纠正了人们对一些历史事件的误解，并评述了她在哈德斯的生活。她对海伦的批判最为强烈，觉得海伦毁了她的生活。尽管奥德修斯是个众所周知的骗子，他的故事却为人口耳相传了那么久，这正是佩涅罗珀所好奇的地方。他让别人看起来都那么傻，这正是他的特质所在。相传佩涅罗珀和Amphinomus，以及其他所有追求者都有过一夜情，但她击碎了这些谣言，并生下了潘（希腊神话）。
在佩涅罗珀的叙述章节中，十二个女仆穿插了她们的观点。她们从小即为奴，没有父母的照料和孩童的玩耍，对此她们深表哀痛。她们歌颂自由，幻想过上公主的生活，并反观忒勒玛科斯的优渥生活，说早知忒勒玛科斯以后会处死她们，她们当初就应该趁他还小杀死他。她们对珀涅罗珀是含怨的，因为她们明明死得冤枉，珀涅罗珀和欧律克勒亚却置若罔闻，并没有替她们讨个说法。 在哈德斯，她们时时化身鬼魅，纠缠佩涅罗珀和奥德修斯。

## 风格
小说分为29个章节，另有引言，注释和鸣谢。小说在结构上靠近古希腊戏剧——佩涅罗珀讲故事，她的十二个唱诗女仆间或评论。 佩涅罗珀的讲述占据全书28个章节，唱诗女仆的11个评述章节间或穿插其中。这十一个章节采用了十一种叙述方式，以跳绳韵起，以十七行抑扬格收。叙述风格还包括挽歌，民歌，田园诗，船夫号子，民谣，戏剧，涉及人类学的演讲，庭审，以及情歌。
佩涅罗珀的叙述风格平实，甚至不避讳流露出童真。 她的叙述口吻随意而自然，想到什么就说什么，充满了街头智慧的谐趣，也不乏冷笑话，女性的发声也是爱特伍那一贯爱用的苦乐参半的悲戚。 全书以第一人称口吻叙述，但佩涅罗珀有时候也会以第二人称对读者说话。 一位评论家说，“佩涅罗珀的智慧很深，对很多事都心知肚明，但却不愿意表达出来。” 这些年她眼中看待的事物和奥德修斯的讲述以及史书中方记载的神话故事不尽相同，因此人们将她定义为一个后设小说的讲述者。

## 主旨

### 视角
不同视角下的故事是不同的，这本小说诠释了这一点。奥德赛中涅斯托尔（神话）墨涅拉俄斯讲述给忒勒马科斯的故事，以及奥德修斯自己讲述给Scherian的故事都将他塑造成一个与怪兽搏斗，是女神堕入情网的英雄式人物。然而，根据陪佩涅罗珀所说，奥德修斯根本就是个骗子——他只不过书喝醉了之后酒气熏熏地去找吧员的麻烦，却夸口说他打败了一个巨型食人独眼兽。在荷马的描述中，佩涅罗珀是一个理想型妻子，她忠诚，耐心，跟跟克吕泰涅斯特拉截然相反——她丈夫阿伽门农刚从特洛伊战争中回来就被她杀死了。 在《佩涅罗珀》中，佩涅罗珀觉得她不能再沉默了，她不满荷马对她的人物设置，也很抗拒他讲述的其他关于她和追求者发生关系并诞下潘的其他神话。她想摆脱理想人妻的角色，也承认她为了生存做出了牺牲。奥德赛中，她的女仆被判定成跟追求者不清不楚的叛徒，但从这些女仆的角度，她们只不过是无辜的受害人，为佩涅罗珀所利用，监视别人，受人凌辱，最终被奥德修斯和忒勒马科斯所戕害。在书中，爱特伍采取了一种中间观点，介于既有神话和其他带有偏见的观点之间。

### 女权主义及双重标准
有人说这本书是“女权主义”代表作， 甚至说它是“经典的爱特伍式女权主义” 爱特伍却并不认同这种说法，她说，“我根本不会把这个叫做女权主义。每次你稍微带入一点女性的视角，就有人跑出来说这是女权主义。” 在这本书中，佩涅罗珀和海伦之间的敌对关系跟爱特伍之前的一些小说中很类似，比如《猫眼》中的伊莱恩和考狄利娅，《盲眼刺客》中的艾里斯和劳拉，这些人物的塑造都透露出爱特伍对姐妹深情的怀疑。这本小说确实从女性视角重新评估了奥德赛中的一些事件，比方说，佩涅罗珀在奥德修斯没有表明身份时就已经认出他来了，还有她梦中被老鹰捕杀的那些鹅并不是她的追求者，而是她的十二个女仆们。通过唱诗女仆人类学的演说，爱特伍讽刺了罗伯特·格雷夫斯有关希腊神话中地母神理旁征博引，最后总结认为她们在神话中被追求者诱奸最后又被绞杀象征了当时父权对母系氏族社会的颠覆。演说以人类学家克劳德·李维·史陀《亲属关系的基本结构》中的话收尾：“我们只不过是一个符号，且不可能比金钱更真实。”
小说的主体部分是通过讲故事来呈现的，它的中心内容涵盖了男女之间，不同阶层之间的双重标准，以及公平正义。爱特伍在她之前的小说（《强盗新娘》），短篇小说（The Elysium Lifestyle Mansions），诗歌（Circe: Mud Poems，"Helen of Troy Does Countertop Dancing"）中就曾借用过希腊神话中的角色和故事情节。在这部中篇小说中，她借用了《罗伯特·格雷夫斯的希腊神话》以及E.V.里乌和D.C.H里乌版本的奥德赛。

### 叙述公平
佩涅罗珀的讲述旨在体现一种“应报理论”，将海伦在奥德赛中完美的女性原型重新予以裁决。 佩涅罗珀扮演一个司法仲裁的角色，在伊萨卡她是部族元首，在奥德修斯不在的时间里她是一家之主。在古代，由于没有法庭、监狱和货币，审判和惩处罪犯的形式简明迅速，时间上稍微靠近现代的一些对社会福利和负担均衡分配的概念缓和了这一种现象。佩涅罗珀对海伦的惩处其实是带着她个人的偏见“纠正”了历史对她的刻画，因而将她描述得既自负又肤浅， 是一个以为她而死的男人数量来衡量自身价值的人。
女仆们同样对下令绞死她们的奥德修斯和忒勒马科斯采取了这种应报理论，她们也没有放过佩涅罗珀，认为她与他们串通一气。女仆们在审判中的口吻和佩涅罗珀并不一样，作者在此采用了一种不权威的文体，但尽管如此，她们对审判的坚持却最终转化成了一种文化上的重要性。与佩涅罗珀谴责海伦时的理由相比，她们的判词体现了审判中以片面事实为依据的倾向。一个学者将女仆的审判与基于奥德赛的历史记录相比较，认为公正与惩处其实是由有权做决定的人说了算，并认为公平会导致社会不公和权力失衡。

## 影响
爱特伍对于神话的运用体现了原型文学批评的理论，尤其体现了对诺思洛普·弗莱 的著作《批评的解剖》的参考.。根据这种文学理论，当代的文学创作并非孤立存在，而是在一种潜在模式的影响下进行的再创作，改编有限的，却没有时间限制的概念和语意结构。在《佩涅罗珀》中，爱特伍运用当代的正义的理念和一些列不同的风格对女性和她们所遭受的迫害进行了改写。
爱特伍阅读《奥德赛》的是E. V. 里乌和 D. C. H.里乌的译本。为了进一步了解背景，她还阅读了罗伯特·格雷夫斯的《希腊神话》格雷夫斯遵从了塞缪尔·巴特勒的理论，他认为《奥德赛》其实是由女性创作的。他还有一部作品包括《白色的女神》，是唱诗女仆有关人类学讲演的基础。
爱特伍在过去的创作中也曾运用过希腊神话中的人物形象。她改写了奥维德《创造之书》中的一则小故事《极乐世界》，重述了有关阿波罗和不朽的女预言家的一则神话——她假想女预言家生活在现代，并从她的角度来讲述的。她在1993年创作的小说《强盗新娘》虽然以多伦多为背景，却基本复述了《伊利亚特》。在这部小说中，托尼和齐尼娅之间的仇恨与本书中佩涅罗珀与海伦相类似。  她在1976年发表的诗歌Circe: Mud Poems"中质疑了佩涅罗珀中令人称道的形象： 
她在按照她的心意，
编织历史，尽管那可能，
都是错的，但她还在不断地
编织她的历史[...]

1996年，爱特伍在她的作品集中发表了诗歌Helen of Troy Does Countertop Dancing。在这首诗中，海伦被写成一个脱衣舞女，出现在现代的背景设置中，为自己对男人的利用剥索作辩解，毕竟那些男人们都做着她的白日梦：
我不是女神吗，
来呀，
就算你欲火焚身，
我也无动于衷。

## 发表
《佩涅罗珀》的精装本与2005年10月21日作为坎农格特神话丛书中的一本出版（该系列丛书还包括卡伦·阿姆斯特朗的作品《神话史》，以及各个出版商选择的一部作品，多数选择了珍妮特·温特森的《重量》）。 《佩涅罗珀》被译入28种语言，经由全球全球33家出版机构同时发行，其中包括位于英国的 坎农格特丛书，位于加拿大的克诺普夫出版社，位于美国的格罗韦/大西洋公司丛书，以及位于澳大利亚和新西兰的相关机构。该书的法文版本经由北方出版社在加拿大出版，在法国经由弗拉马里翁集团发行和销售。 该书平装版于2006年出版。该书精装版还附带由劳拉·梅灵顿录制、由Brilliance音频发行的时长为三小时的有声读物。梅灵顿的录制广受好评，尽管有时候扮演女仆的佚名演员的讲述比她更加精彩。

## 反响
在加拿大市场，该小说精装版销量在麦克林榜单上位居第一，在环球邮报小说类别销售量排行榜位居第二。 在北美市场，该小说虽未被列入纽约时报畅销书榜，但却是“最受编辑青睐的名单”丛书之一。2006年，该书荣获“成人文学神话创作奖”提名，并长期位列国际IMPAC都柏林文学奖提名名单。 2006年，该书法文译本获加拿大总督奖提名为最佳英法译作。
《每日电讯报》的评论家克里斯托弗·泰勒和大卫评价该书“可读性强，充满智趣”， 堪称“爱特伍最佳创作”。 罗伯特·维斯马对此十分赞同，称该作品充分体现了爱特伍的“尖锐、抱负、聪慧和思想上的深刻”。 《国家邮政》称该书“充满了机智的力量”， 尤其值得称道的是它的黠慧、韵律、结构和故事。 玛丽·比尔德认为“有关人类学的演讲”的一章“毫无可取之处”，但此外的其它部分的写作都十分高明。 但也有人批评这本书，称它“不过是依附于一个更为精妙故事的段子，差点沦为滑稽的模仿”， 称它“对于女权主义叙述而言还不够口语化”， 并指出，唱诗女仆一段尤为糟粕，对她们的形象塑造流于表面，不够入木三分。 伊丽莎白·汉德在华盛顿邮报上写道该书“较蒙提·派森的笔法远为逊色”。在《英语研究》杂志中，奥丁·德克和L. R. 利维斯形容这本书是“刻意的自我放纵”，读起来像“威廉·S·吉尔伯特过了头”，好比温迪·可普把T·S·艾略特的荒原写成了远不及原作的五行打油诗。

## 戏剧化改编
爱特伍在2005年10月26日菲利达·劳埃德在皮卡迪利圣詹姆斯教堂举办的一次戏剧阅读会之后完成了该书剧本的草稿。 加拿大国家艺术中心和英国皇家莎士比亚剧团对该剧本都表达了合作的意愿。排演该剧的经费主要从九位加拿大女士处筹集，她们每人都向艺术中心捐赠了50,000加拿大元，人们戏称他们为“佩涅罗珀集团”。演职人员均为女性，由七名加拿大演员和六名英国演员组成，由乔塞特·明戈-布谢尔担任导演，维罗妮卡·坦南特担任编舞。由打击乐器、键盘乐器和大提琴组成的音乐三重奏均布置在舞台上。全体人员于2007年6月到7月在埃文河畔斯特拉特福排演。这部100分钟的舞台剧将于7月27日到8月18日在位于渥太华的国家艺术中心与观众见面。爱特伍的剧本并未对舞台有太多限定，这给了导演明戈-布谢尔一定发挥的空间。两国评论家都对由彭尼·唐尼扮演的佩涅罗珀充满赞誉，但他们觉得这部戏剧叙述太多而编剧不足。 在排演过程中两国艺术家做过一些调整，使得原本明戈-布谢尔导演中唱诗女仆情感匮乏的缺点通过加拿大演员的表演得到弥补。 随后，该剧还于2011年10月26日和11月20日在位于温哥华的斯坦利产业联盟剧场进行汇演。 在多伦多，该剧于2012年1月10-29日在夜林剧场和坏时代的伙伴剧院演出。夜林剧院的演出由凯利·松顿导演，由莫妮卡担任编舞，梅根·法萝主演。《环球邮报》给该剧的评分为3.5分（满分4分）。